# Геомагнитная буря 1859 года

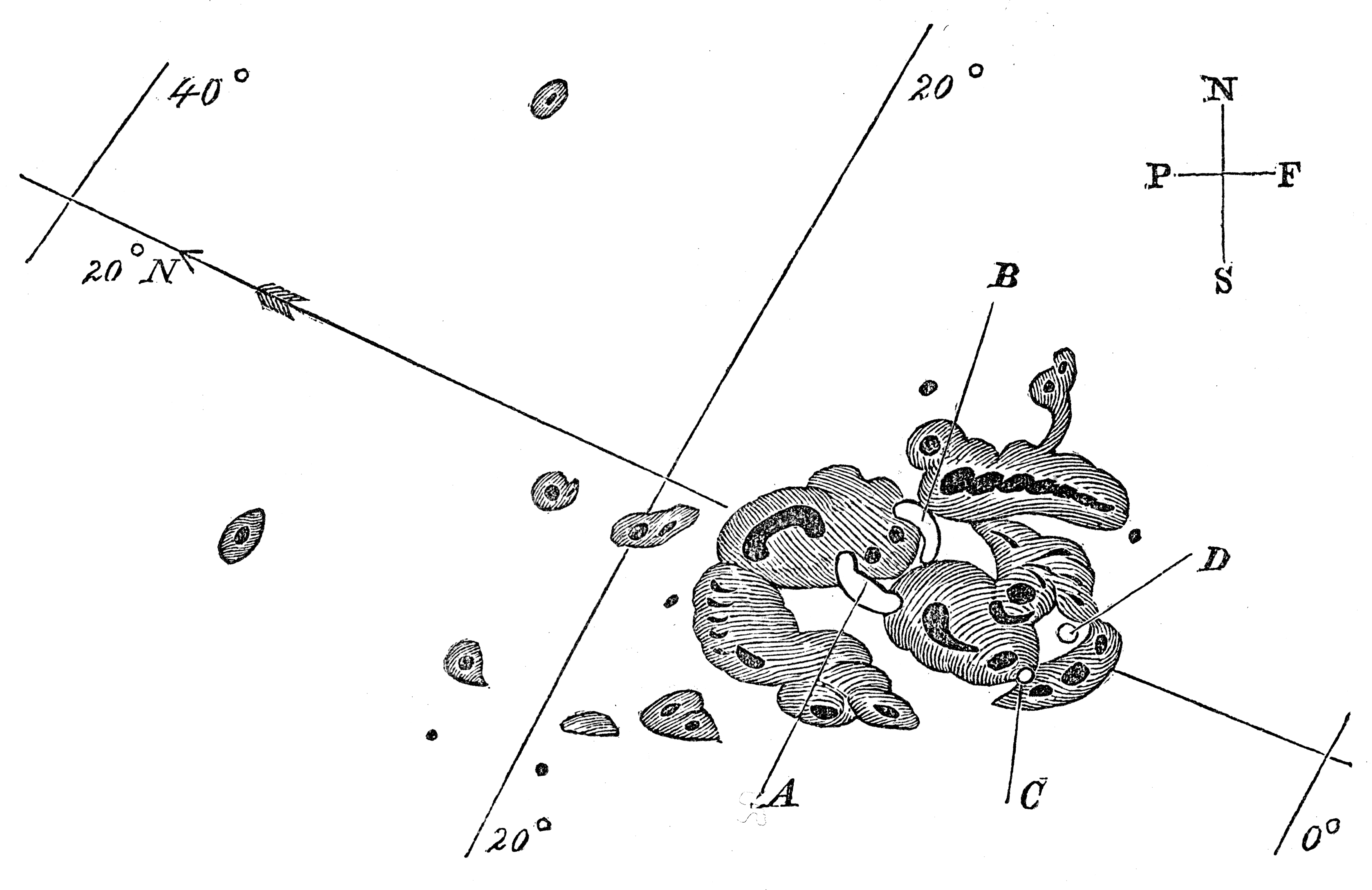
Солнечные пятна 1 сентября 1859 года, зарисовка Ричарда Кэррингтона

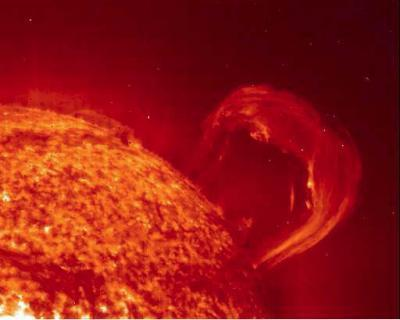
Выброс корональной массы в 1999 году вблизи солнечного максимума

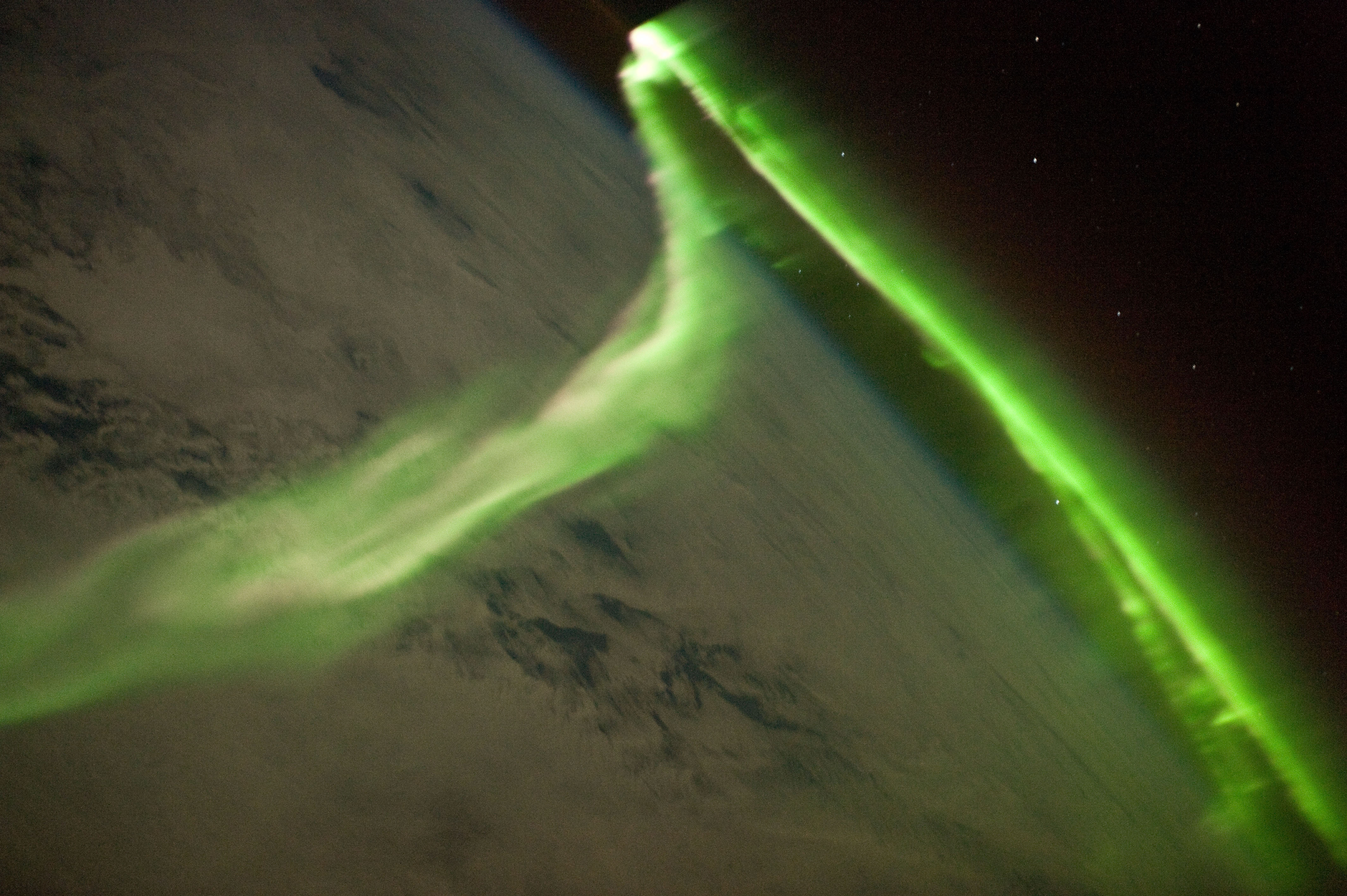
Полярное сияние во время геомагнитной бури, которое, скорее всего, было вызвано выбросом корональной массы от Солнца 24 мая 2010 года, фото с борта МКС

Геомагнитная буря 1859 года — мощнейшая за историю наблюдений геомагнитная буря. Комплекс событий, включающий в себя как геомагнитную бурю, так и вызвавшие её мощные активные явления на Солнце, иногда называют «Событием Кэррингтона» или, следуя англоязычной литературе, «Солнечным суперштормом» (англ. Solar Superstorm).
С 28 августа по 2 сентября на Солнце наблюдались многочисленные пятна и вспышки. Сразу после полудня 1 сентября британский астроном Ричард Кэррингтон наблюдал наибольшую вспышку, которая вызвала крупный корональный выброс массы. Он устремился к Земле и достиг её через 18 часов.
1—2 сентября началась крупнейшая за всю историю регистрации геомагнитная буря, вызвавшая отказ телеграфных систем по всей Европе и Северной Америке. Северные сияния наблюдались по всему миру, даже над Карибами; также интересно, что над Скалистыми горами они были настолько яркими, что свечение разбудило золотоискателей, которые начали готовить завтрак, думая, что наступило утро. Согласно первым оценкам, Dst-индекс геомагнитной активности (англ. Disturbance Storm Time Index) во время бури достигал −1760 нТл. Экстраполяция имеющихся измерений Dst индекса в область экстремальных бурь показывает, что бури с Dst = −1760 нТл бывают на Земле не чаще 1 раза в 500 лет. Однако в научной литературе высказываются серьёзные аргументы за то, что в силу методических проблем анализа данных полуторавековой давности оценка Dst = −1760 нТл оказалась завышена, и величина бури была не более −900 нТл.
Ледяные керны свидетельствуют, что события подобной интенсивности повторяются в среднем примерно раз в 500 лет. Самая сильная буря с начала космической эры (с 1957 года) произошла 13 марта 1989 года, когда Dst-индекс геомагнитной активности достигал −640 нТл. Также после 1859 года менее сильные бури происходили в 1921 году и в 1950-х годах, когда отмечались массовые сбои радиосвязи.